# Dettendorfer Kalte
Die Dettendorfer Kalte, auch Kaltenbach genannt, ist ein ganzjähriges Fließgewässer im Bayerischen Alpenvorland.

## Geographie

### Verlauf
Die Dettendorfer Kalte entsteht wenig entfernt von der Leitzach auf der Jedlinger Leitzachleite, entwässert jedoch nicht in diese, sondern stattdessen nach ca. 10 km Lauf etwa nach Osten in den Kaltenbach, einen tieferen Zufluss der Mangfall. Zunächst tritt das Gewässer in Gräben ein, um ca. 200 Höhenmeter tiefer auf dem Gebiet der Rosenheimer Stammbeckenmoore von links in den Kaltenbach zu münden.

### Zuflüsse
Hierarchische Liste der Zuflüsse, jeweils von der Quelle zur Mündung. Auswahl.
- Saugraben, von rechts auf etwa 595 m ü. NHN
- Röthengraben, von links auf etwa 578 m ü. NHN
  - Wilpartinger Graben, von links auf etwa 614 m ü. NHN
  - Etzgraben, von rechts auf etwa 606 m ü. NHN
  - Angerlgraben, von links auf etwa 592 m ü. NHN
- Leitnergraben, von links auf etwa 564 m ü. NHN
- Walchgraben, von rechts auf etwa 560 m ü. NHN
  - Birkengraben, von rechts auf etwa 583 m ü. NHN
  - Feldgraben, von rechts auf etwa 564 m ü. NHN
- Höllgraben, von links auf etwa 554 m ü. NHN
- Eulenbach oder Eulenbächl, von rechts auf etwa 529 m ü. NHN
  - Krämergraben, von rechts auf etwa 549 m ü. NHN
  - Farmergraben, von rechts auf etwa 541 m ü. NHN
- Milchrainbach, von rechts auf etwa 515 m ü. NHN
- Schneiderrainbach, von rechts auf etwa 503 m ü. NHN

## Galerie

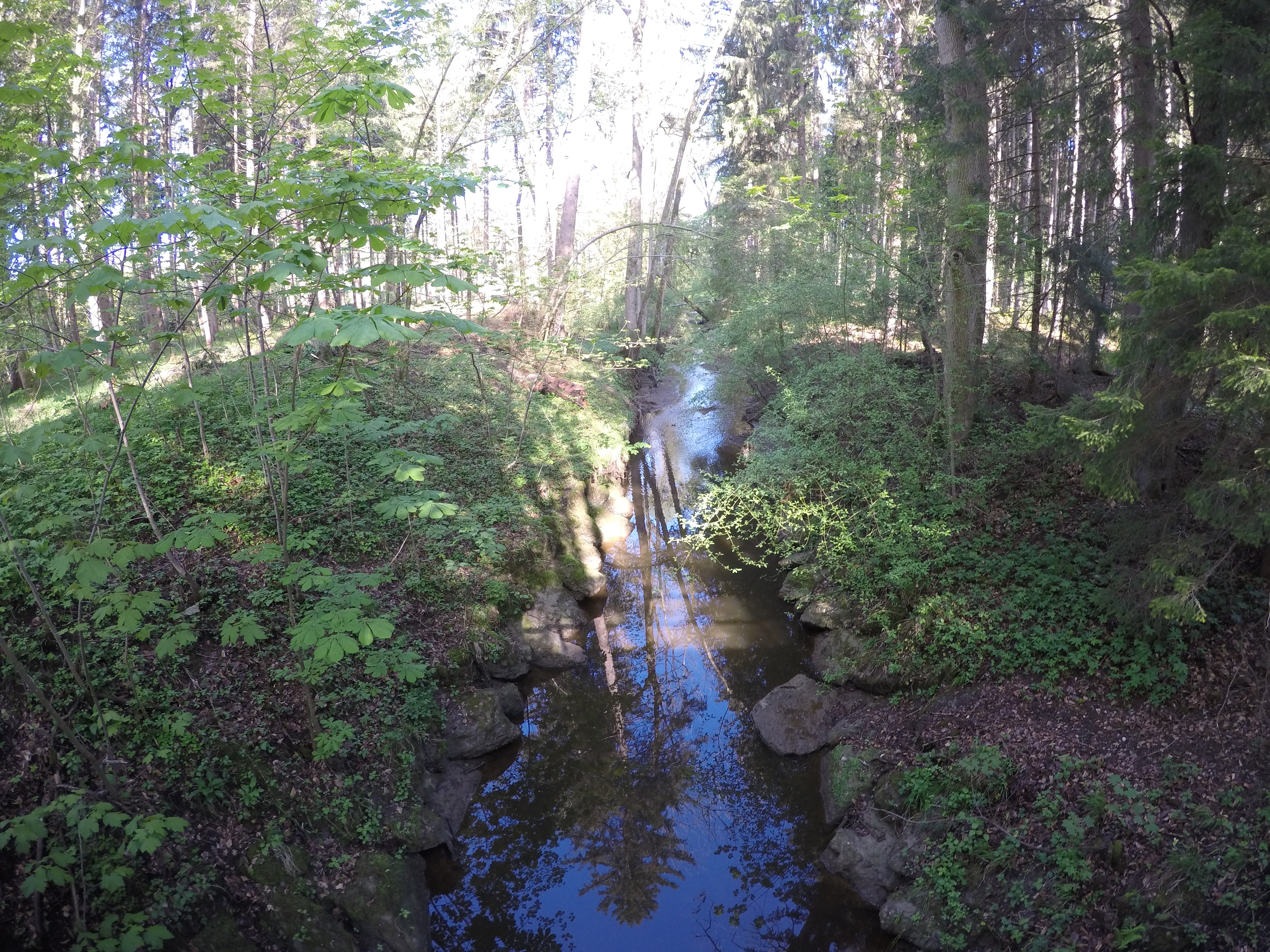
Dettendorfer Kalte in der Panger Filze